# Rabenschlacht (Dietrichepik)

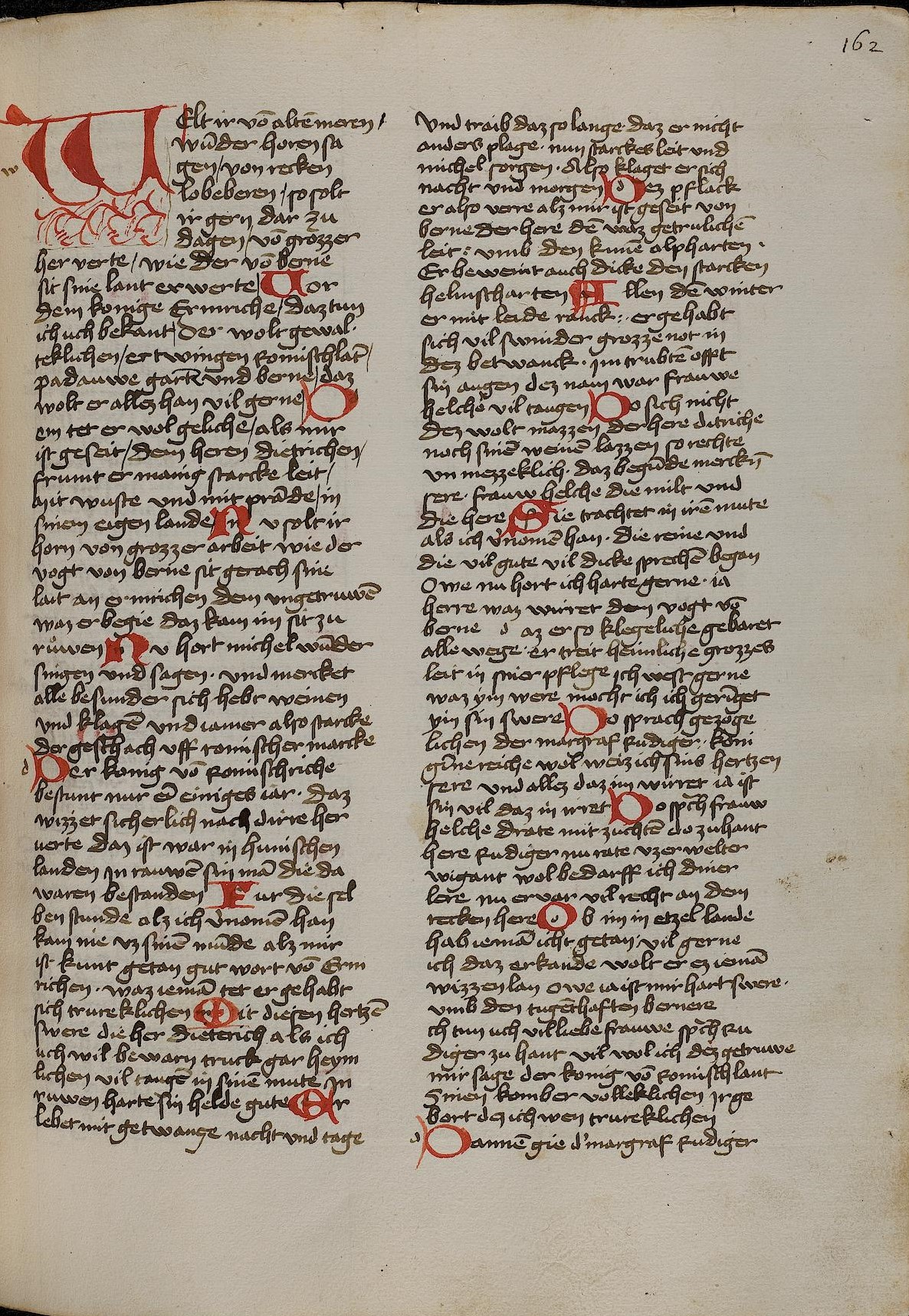
Rabenschlacht, die erste Seite der Handschrift

Rabenschlacht ist der Titel eines mittelhochdeutschen Heldenepos des 13. Jahrhunderts, das der Gruppe der historischen Dietrichepik zugerechnet wird und die Fortsetzung der Dichtung Dietrichs Flucht darstellt. Historischer Hintergrund der Heldendichtung ist vermutlich die Eroberung Ravennas durch Theoderich im Jahr 493.

## Inhalt und Erzählstil
Das Epos berichtet in Form von 1140 vierzeiligen Strophen wie Dietrich von Bern ein weiteres Mal, jedoch erfolglos, versucht sein Reich wieder zu gewinnen. Er ist in der zwölftägigen Schlacht bei Raben (= Ravenna) zwar Sieger über seinen Widersacher Ermrich (= Ermanarich/Ermenrik), doch durch unglückliche Fügung verlieren die Söhne des Hunnenkönigs Etzels, Orte und Scharpfe, und Dietrichs jüngerer Bruder Diether im Kampf mit Witege (= Wittich) ihr Leben. Ermenrich kann entfliehen. Dietrich kehrt an Etzels Hof zurück, durch Fürsprache des Rüdiger von Bechelaren wird er vom Herrscherpaar, ihrer Söhne beraubt, in Gnaden aufgenommen.
Fast ein Drittel des Textes ist dem Verklagen, d. h. dem intensiven Beklagen der getöteten hunnischen Etzelsöhne und Diethers gewidmet. Zu verzeichnen sind fast 40 Klagerufe.
Wie auch Dietrichs Flucht ist dieses Gedicht voller drastischer Ausdrücke. So wird erwähnt, dass Dietrichs Rüstung im Kampfe vor Hitze weich wird. Blut schießt über das Schlachtfeld und bedeckt die Toten, so dass man sie nicht mehr sieht.
Der wesentliche formale Unterschied zu Dietrichs Flucht liegt eher in der Verwendung der  Nibelungenstrophe im Gegensatz zur Verwendung von Reimpaarversen im vorangehenden Epos. Es ist anzunehmen, dass die Rabenschlacht-Dichtung mit Instrumentenbegleitung singend vorgetragen wurde, die Reimpaare von Dietrichs Flucht jedoch mit Sprechstimme. Da in vier der fünf Handschriften die Rabenschlacht gemeinsam mit Dietrichs Flucht überliefert ist, kann man annehmen, dass beide Dichtungen dem gleichen Publikum vorgetragen wurden, das für beide Formen (Gesang und Sprechvortrag) empfänglich war.

## Historischer Hintergrund
Im Allgemeinen wird als geschichtlicher Hintergrund des Geschehens die später so benannte Rabenschlacht, die Eroberung Ravennas im Jahr 493 durch Theoderich den Großen angenommen. Im Vergleich zu den mittelhochdeutschen Epen verorten die altwestnordische Thidrekssaga und mit ihr die altschwedische Didriks-Krönikan (Dietrichschronik) diese Schlacht jedoch an der Mosel bzw. einer Stelle, die Gransport oder Gronsport genannt wird. Dietrich von Bern (Þiðrekr af Bern) kämpft hier gegen Ermenrik, wie im Epos der Rabenschlacht. Nach Deutungen, die sich auf Ravenna als Schauplatz der Saga beziehen, soll diese Bezeichnung den Hafen (grandus portus) von Ravenna repräsentieren. Allerdings überliefert die ältere Moselkartografie im Mündungsgebiet vor Koblenz, unweit einer als „Gänsefürtchen“ bekannten Stromschnelle im Bereich des Judenkirchofs, sowohl ein „Rauenthal“ als auch einen „Hunnenkopf“. Demnach könnte der Begriff Rabenschlacht ursprünglich auf eine andere, nicht überlieferte Schlacht an der Moselmündung zurückgehehen, und wäre erst später für die Schlacht vor Ravenna verwendet worden. Im wesentlichen Unterschied zum geografischen Wirkungskreis des ostgotischen Theoderich erhält jener Þiðrekr af Bern, der vor allem im deutschen Sprachraum auch im rheinfränkischen Verona (= Bonn) lokalisiert wurde, militärische Unterstützung vom friesischstämmigen Hunaland-Herrscher Attila (altschwedisch Aktilius), dessen Sitz mit Susat (= Soest) angegeben wird.